# Колборн, Гарри
Гарри Колборн (англ. Harry Colebourn, 1887—1947) — канадский ветеринарный врач, служивший в ветеринарной службе Королевской канадской армии. Известен как владелец медведицы Виннипег («Винни»), подаривший её Лондонскому зоопарку, где она вдохновила писателя Алана Милна на создание знаменитых книг о Винни-Пухе.

## Биография
Гарри Колборн родился в Англии и эмигрировал в Канаду в 18-летнем возрасте. Окончил ветеринарный колледж Онтарио в Гуэлфе, получив учёную степень в области ветеринарной хирургии, после чего поселился в Виннипеге, провинция Манитоба.
В начале Первой мировой войны Колборн служил в резервном кавалерийском  полку и в составе канадского экспедиционного корпуса был отправлен в Европу. 24 августа 1914 года, следуя на сборный пункт в Валькартье (25 километров к северу от Квебека), на станции Уайт-Ривер (округ Алгома, провинция Онтарио) Колборн встретил охотника, который продавал медвежонка (по-видимому, убив перед этим его мать). Колборн приобрёл этого медвежонка (который оказался женского пола) за $20 и назвал её «Винни» в честь города Виннипег, в котором он прожил много лет. Колборн сумел вывезти Винни из Канады к своему месту службы в Великобританию. Медведица сразу стала неофициальным живым талисманом кавалерийского корпуса, где Колборн служил ветеринаром. Из Великобритании часть Колборна была направлена во Францию, где он прослужил три года, получив звание майора. Перед отъездом на континент Колборн оставил Винни в Лондонском зоопарке, а после войны оставил её зоопарку в дар.
Винни пользовалась большим вниманием и любовью посетителей Лондонского зоопарка, среди её поклонников был сын писателя Алана Милна Кристофер Робин. В 1924 году четырёхлетний Кристофер впервые увидел Винни, которая произвела на мальчика такое впечатление, что он сменил в её честь имя своего плюшевого мишки с «Медведь Эдвард» на «Винни-Пух». Это, в свою очередь, вдохновило его отца на написание книг о Винни-Пухе — «Винни-Пух и все-все-все» (1926) и «Дом на Пуховой опушке» (1928). Винни прожила в лондонском зоопарке почти 20 лет и умерла в 1934 году.
После окончания войны Колборн выполнил постдипломную работу в Королевском колледже ветеринарных хирургов в Лондоне, а в 1920 году вернулся в Канаду и вёл частную практику в Виннипеге. Колборн вышел в отставку в 1945 году, умер в сентябре 1947 года и похоронен на военном кладбище Бруксайд в Виннипеге.
В 1999 году ветераны кавалерийского корпуса, где служил Гарри Колборн, открыли в Лондонском зоопарке памятник, изображающий Колборна с Винии. Копия этого памятника воздвигнута также в парке Асинибойн города Виннипег. В 2003 году история Колборна и Винни была экранизирована (фильм «Медведица по имени Винни» (англ. A Bear Named Winnie), роль Г. Колборна исполнил Майкл Фассбендер).